# Marquesado de Portago
El marquesado de Portago es un título nobiliario español creado el 13 de octubre de 1744 por el rey Felipe V de España a favor de José Gómez de Terán y Delgado, tesorero general de Hacienda y ministro del Consejo.
Este título fue elevado a la grandeza de España el 15 de marzo de 1909 por el rey Alfonso XIII de España, siendo marqués de Portago Vicente Cabeza de Vaca y Fernández de Córdoba, senador del Reino, ministro de Instrucción Pública, alcalde de Madrid, etc.

## Armas
De los Gómez de Terán con corona de marqués, después acrescentado con manto y corona de grande de España.

## Marqueses de Portago
|                       | Titular                                                 | Periodo               |
| Creación por Felipe V | Creación por Felipe V                                   | Creación por Felipe V |
| --------------------- | ------------------------------------------------------- | --------------------- |
| I                     | José Gómez de Terán y Delgado                           | 1744-1754             |
| II                    | Francisco de Paula Gómez de Terán y García de La Madrid | 1754-1793             |
| III                   | José Gómez de Terán y Negrete                           | 1793-1801             |
| IV                    | Francisco Gómez de Terán y Negrete                      | 1801-1816             |
| V                     | Francisca Gómez de Terán y Negrete                      | 1816-?                |
| VI                    | Vicente Cabeza de Vaca y Gómez de Terán                 | ?-1853                |
| VII                   | José Manuel Cabeza de Vaca y Morales                    | 1853-1878             |
| VIII                  | Mariano Cabeza de Vaca y Morales                        | 1878-1887             |
| IX                    | Vicente Cabeza de Vaca y Fernández de Córdoba           | 1887-1921             |
| X                     | Antonio Cabeza de Vaca y Carvajal                       | 1924-1942             |
| XI                    | Alfonso Cabeza de Vaca y Leighton                       | 1943-1957             |
| XII                   | Antonio Alfonso Cabeza de Vaca y McDaniel               | 1959-1990             |
| XIII                  | Andrea Cabeza de Vaca y McDaniel                        | 1993-2013             |
| XIV                   | Theodora Cabeza de Vaca y Spier                         | 2013-actual titular   |

## Historia de los marqueses de Portago
- José Gómez de Terán y Delgado (1686-1754), i marqués de Portago.

Casó con Juana García de La Madrid. Le sucedió su hijo:
- Francisco de Paula Gómez de Terán y García de La Madrid (1730-1793), ii marqués de Portago.

Casó con Ramona Negrete y Sáenz de Buruaga. Le sucedió su hijo:
- José Gómez de Terán y Negrete (f. en 1801), iii marqués de Portago.

Le sucedió su hermano:
- Francisco Gómez de Terán y Negrete (1762-1816), iv marqués de Portago.

Le sucedió su hermana:
- Francisca Gómez de Terán y Negrete (n. en 1760), v marquesa de Portago.

Casó con Manuel Cabeza de Vaca y Manso (1760-1834), iii conde de Catres. Le sucedió su hijo:
- Vicente Cabeza de Vaca y Gómez de Terán (f. en 1853), vi marqués de Portago.

Casó con Catalina Morales de Carvajal. Le sucedió su hijo:
- José Manuel Cabeza de Vaca y Morales (1819-1878), vii marqués de Portago, viii conde de Catres.

Le sucedió su hermano:
- Mariano Cabeza de Vaca y Morales (1821-1887), viii marqués de Portago, ix conde de Catres.

Casó con Francisca de Borja Fernández de Córdoba y Bernaldo de Quirós. Le sucedió su hijo:
- Vicente Cabeza de Vaca y Fernández de Córdoba (1865-1921), ix marqués de Portago grande de España. Senador del Reino, ministro de Instrucción Pública, alcalde de Madrid, etc.

Casó con Ángela de Carvajal y Jiménez de Molina, xi condesa de la Mejorada. Hermana germana de Manuel de Carvajal y Jiménez de Molina (Granada, 5 de mayo de 1866 - ?), I conde de Jiménez de Molina en Portugal, por decreto de Carlos I de Portugal de 22 de diciembre de 1892, MMMCCCXXVIII comendador de la Real Orden Militar de Nuestra Señora de la Concepción de Villaviciosa en 1904, casado con Maria Clementina de Araújo Pinto Leite (Lisboa, São Sebastião da Pedreira, 1870 - ?), hija del II vizconde de los Olivais jure uxoris y I conde de los Olivais y de su esposa la II vizcondesa de los Olivais y sobrina paterna del I conde de Penha Longa y I vizconde de la Gandarinha, con descendencia. Le sucedió, en 1924, su hijo:
- Antonio Cabeza de Vaca y Carvajal (1892-1941), x marqués de Portago grande de España, xii conde de la Mejorada (por cesión de su madre en 1915), gentilhombre grande de España con ejercicio y servidumbre del rey Alfonso XIII.

Casó en primeras nupcias con María de los Dolores Castillo y Gascón. Casó en segundas nupcias con Olga Beatriz Leighton Ayre. Le sucedió, de su segundo matrimonio, en 1943, su hijo:
- Alfonso Cabeza de Vaca y Leighton (1928-1957), conocido como Alfonso de Portago, xi marqués de Portago grande de España, xiii conde de la Mejorada.

Casó con Helen Carroll McDaniel. Le sucedió su hijo:
- Antonio Alfonso Cabeza de Vaca y McDaniel (1954-1990), xii marqués de Portago grande de España, xiv conde de la Mejorada.

Casó con Linda Spier. Le sucedió, a pesar de tener dos hijas, su hermana:
- Andrea Cabeza de Vaca y McDaniel (n. en 1951), conocida como Andrea de Portago, xiii marquesa de Portago grande de España, xv condesa de la Mejorada (este título le fue revocado el 16 de febrero de 2013 a favor de Theodora Cabeza de Vaca y Spier, conocida como Theodora de Portago (1985), hija del xii marqués, como xiv marquesa de Portago.[1] Modelo.

Casó con Friedrich Christian Flick (n. Sulzbach-Rosenberg, 19 de septiembre de 1944). Sin descendencia.
- Theodora Cabeza de Vaca y Spier, conocida como Theodora de Portago (1985), xiv marquesa de Portago grande de España.